# Mani Spinx
Mads Brøbech Jørgensen (31. juli 1975, Silkeborg), bedst kendt under kunstnernavnet Mani Spinx, er en dansk musiker, producer, videokunstner, tegner og illustrator. Førhen har han været support for bl.a. The sounds og Gnarls Barkley. I september 2006 debuterede han med sit kritikerroste soloalbum Post Modern Panic Attack. Mani Spinx har turneret ofte og har blandt andet spillet på Roskilde Festival og Skanderborg Festival.

## Musik
Mani Spinx har arbejdet sammen med forskellige kunstnere som fx Thomas Troelsen, Pharfar, Mark Linn, Peter Stroud, Rune Westberg og Jokeren. Sidstnævnte var med da Mani Spinx i samarbejde med teaterinstruktøren Lars Kaalund, i maj 2007, opførte en teaterkoncert på Østre Gasværk.
Mani Spinx har remixet flere bands og havde i 2012 blandt andet et remix af Nelson Can nummeret "Apple Pie" med på Sound of Copenhagen 9. Han har desuden skrevet sange med forskellige kunstnere såsom, Jacob Bellens, Visti & Meyland, The Gypsies, Thanks (Anders SG og Anders B fra Alphabeat).
I 2011 producerede Mani Spinx et spoken word-album med journalist, forfatter og kommentator Kurt Thyboe. Albummet fik fem stjerner i det danske musikmagasin GAFFA.

### Come Together- Beatles teaterkoncert
Fra september 2009 til januar 2010 medvirkede Mani Spinx i verdens første Beatles-teaterkoncert på Gasværket i København. Come Together er skabt af Nikolaj Cederholm og Brdr. Hellemann og blev en stor succes med 95.000 solgte billetter. Østre Gasværk Teater havde næsten udsolgt hver eneste aften og satte derfor stykket op igen i 2011. Også her medvirkede Mani Spinx, der desuden i 2013 var med, da Come Together spillede på Koninklijk Theater Carré i Amsterdam. Mani Spinx har spillet samtlige opsatte forestillinger med stykket.

## Kunst og illustrationer
Som illustrator og kunstner har han lavet pladecovers, tegneserier og reklamearbejde for blandt andet tøjmærket Diesel.
Mani Spinx har samarbejdet med Red Barnet og tøjmærket Psycho Cowboy om at indsamle penge til beskyttelse af og skolegang til tidligere børnesoldater i Uganda. Mani Spinx har i den forbindelse designet tøj, der sælges over hele Europa.
Under sit borgerlige navn har Mads Jørgensen sideløbende med karrieren været aktiv som kunstner og illustrator. Her han han arbejdet for bl.a. Berlingske, Chili Magasine og senest TV3 Sport/Viaplay. Hans mere billedkunstorienterede arbejde har været udstillet på flere danske gallerier. Hvor han i starten var meget fokuseret på en tegneseriestil og store tegnede "collager" er han de senere år gået over til at arbejde med computer, billedmanipulationer og digitalt skabte værker.

## UFC (Ultimate Fighting Championship) og MMA
Siden 2016 har Mads Jørgensen været ansat hos medie- og underholdningsselskabet Nordic Entertainment Group, hvor han bl.a. kommenterer UFC på Viaplay. Således var han kommentator på det første LIVE-event UFC nogensinde afholdt i Danmark, da de i 2019 besøgte et udsolgt Royal Arena i København. Han har også kommenteret andre organisationer såsom Cage Warriors og Danish MMA Night på Viaplay og TV3+.
I 2018 stod Mads Jørgensen sammen med Thomas Dupont bag den succesfulde "Viaplay Original" om det danske supertalent Mads Burnell. Dokumentarserien var produceret af Viaplay og RISK IT MEDIA og fulgte i 4 afsnit den håbefulde unge mma-kæmpers vej ind i sportens største organisation. Burnell er efterfølgende anerkendt som en af de bedste fjervægtskæmpere i verden.

## Diskografi

### Studiealbum
- 2006: Post Modern Panic Attack
- 2008: Black Mamba
- 2010: Cry Candy Cry

### Ep'er
- 2007: Paper Cuts

### Singler
- 2006: "Last Night in America"
- 2006: "Smoke A Flower"
- 2007: "How Do You Want It?"
- 2007: "All Right"
- 2008: "Make A Nice Man"
- 2008: "C'mon"
- 2010: "Calvin's Song"